# 相羽式ツバメ六型軽旅客機
東京航空 相羽式ツバメ六型 / 七型
手前からツバメ七型、同六型。最奥はKR-2。
- 用途：エアタクシー
- 分類：軽旅客機
- 製造者：東京航空
- 運用者：東京航空
- 生産数：計2機
- 運用状況：退役

相羽式ツバメ六型軽旅客機（あいばしきツバメろくがたけいりょかくき）は、日本の東京航空が開発・運用した軽旅客機。準同型機として相羽式ツバメ七型があり、本項では併せて解説する。なお、漢数字によるものの他に、算用数字を用いた「相羽式ツバメ6型」などの名称表記が用いられることもある。

## 概要
1935年（昭和10年）12月、東京航空は運用する旅客機などを自社開発することで経済性・合理性を追求すべく、蒲田に飛行機製作工場を設け、帝国飛行協会の援助を受けつつ第1号機として相羽式ツバメ六型の開発に着手。1936年（昭和11年）11月に登録記号「J-BABC」の1機を完成させ、これは「ペルー同胞号」と命名された。続いて、客席周りに改修を加えた相羽式ツバメ七型1機も1936年12月あるいは1937年（昭和12年）に完成させている。七型の登録記号は「J-BABE」。
相羽式ツバメ六型・七型ともに東京航空のエアタクシー（エア・タキシー）となり、羽田飛行場を拠点として飛行時間5分、運賃10円の遊覧飛行に用いられた。
機体は、日本海軍から払い下げられた三式二号陸上初歩練習機を基に製作された複葉機で、主翼・水平尾翼および降着装置である固定脚は三式初練の、垂直尾翼は一〇式艦上偵察機のものを改修した上で流用している。胴体は、木製骨組に羽布および合板張りの新造品で、乗客3名を収める客室キャビンを備えている。また、相羽式ツバメ七型では客室の後方への拡張とそれに併せた窓の増設などが行われた他、艤装にも改修点がある。操縦性や安定性に加えて稼働率にも優れた機体だった。

## 諸元
出典：『日本航空機総集 九州・日立・昭和・日飛・諸社篇』 78,80頁、『日本ヒコーキ大図鑑 下』 111頁。
相羽式ツバメ六型
- 全長：8.43 m
- 全幅：11.165 m
- 全高：3.14 m
- 主翼面積：30.4 m2
- 自重：686 kg
- 全備重量：1,071 kg
- エンジン：瓦斯電 神風改一型 空冷星型7気筒（離昇160 hp） × 1
- 最大速度：153 km/h
- 巡航速度：100 km/h
- 実用上昇限度：4,100 m
- 航続距離：402 km
- 翼面荷重：35.2 kg/m2
- 乗員：1名
- 乗客：3名

相羽式ツバメ七型
- 全長：8.43 m
- 全幅：11.15 m[4]あるいは11.165 m[5]
- 全高：3.10 m[4]あるいは3.14 m[7]
- 主翼面積：30.39 m2[4]あるいは30.4 m2[7]
- 自重：713 kg
- 全備重量：1,100 kg
- エンジン：瓦斯電 神風改一型 空冷星型7気筒（150 hp） × 1
- 最大速度：160 km/h
- 巡航速度：140 km/h
- 実用上昇限度：4,800 m
- 航続距離：560 km
- 乗員：1名
- 乗客：3名